# Franciszek Krzycki
Franciszek Krzycki herbu Kotwicz (XVIII wiek) – szambelan królewski od 1789 roku, konsyliarz ziemi wschowskiej w konfederacji targowickiej w 1792 roku. 
Syn Józefa.
W 1789 roku odznaczony Orderem Orła Białego, został kawalerem Orderu Świętego Stanisława.